# Jean-Baptiste Boivin
Jean-Baptiste Boivin SMA (* 9. März 1898 in Hénanbihen; † 24. April 1970 in Créhen) war ein französischer römisch-katholischer Ordensgeistlicher und Missionar. Er war zunächst Apostolischer Vikar und später erster Erzbischof von Abidjan.

## Leben
Jean-Baptiste Boivin empfing am 22. Dezember 1923 das Sakrament der Priesterweihe. Am 19. August 1926 trat der Gesellschaft der Afrikamissionen bei, wo er 1928 seine Gelübde ablegte. 
Papst Pius XII. ernannte ihn am 15. März 1939 zum Apostolischen Vikar der Elfenbeinküste und zum Titularbischof von Onuphis. Die Bischofsweihe empfing Boivin am 30. Mai desselben Jahres durch den Bischof von Saint-Brieuc, François-Jean-Marie Serrand. Mitkonsekratoren waren Hippolyte Tréhiou, Bischof von Vannes, und Ernest Hauger, Apostolischer Vikar der Goldküste (heute Ghana). 1940 wurde das Apostolische Vikariat Elfenbeinküste in Apostolisches Vikariat Abidjan umbenannt.
Mit der Erhebung zum Erzbistum am 14. September 1955 wurde Jean-Baptiste Boivin schließlich erster Erzbischof von Abidjan. Am 10. Juni 1959 legte er sein Amt nieder und wurde von Papst Johannes XXIII. zum Titularerzbischof von Viminacium ernannt.